# 실롱 라종 FC
실롱 라종 FC(Shillong Lajong Football Club)는 실롱을 연고로 하는 인도의 축구단이다. 현재 I리그에 참가하고 있다.

## 우승
- I리그 2부 리그: 2011